# Richie Hayward
Richie Hayward (6. února 1946 Clear Lake, Iowa, USA – 12. srpna 2010 Victoria, Britská Kolumbie, Kanada) byl americký bubeník. V šedesátých letech hrál se skupinou The Factory a následně s Fraternity of Man. V roce 1969 spoluzaložil skupinu Little Feat, ve které hrál až do roku 1979 a od roku 1987 do roku 2009. Spolupracoval s mnoha dalšími hudebníky, mezi něž patří například i John Cale, Ry Cooder, Jonny Lang nebo Robert Plant.